# (1685) Торо
(1685) Торо (англ. Toro) — околоземный астероид из группы аполлонов, который принадлежит к светлому спектральному классу S, состоящему из L-ходритов. Он был открыт 17 июля 1948 года американским астрономом Карлом Виртаненом в Ликской обсерватории близ города Сан-Хосе и назван в честь девичьей фамилии Бетулии Торо, жены американского астронома Сэмюэля Херрика.

Орбита астероида Торо и его положение в Солнечной системе
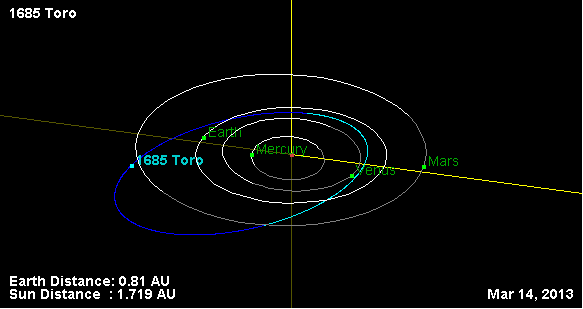
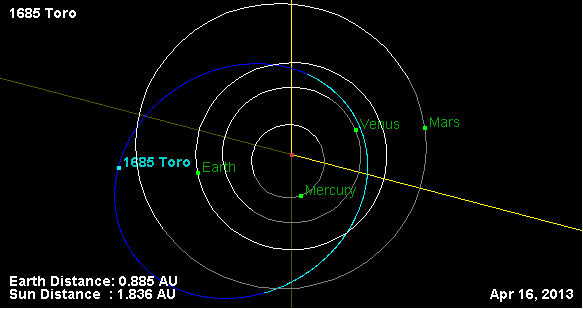

Этот астероид интересен в первую очередь своей крайне вытянутой орбитой, эксцентриситет которой превышает 0,43, из-за чего он в процессе своего движения вокруг Солнца пересекает не только орбиту Земли, но и Марса. Кроме того, орбита Торо находится в орбитальных резонансах сразу с двумя планетами: Землёй и Венерой. Отношения периодов обращения астероида с Землёй составляет 5:8, а с Венерой 5:13, т. е. на пять оборотов астероида вокруг Солнца приходится соответственно 8 оборотов Земли и 13 оборотов Венеры. Из-за столь необычной орбиты его иногда ещё называют вторым спутником Земли.
Помимо этого, орбитальные характеристики астероида (1685) Торо наиболее близки к параметрам орбиты астероида, чей фрагмент, известный ныне как метеорит Силакога, упал на Землю 30 ноября 1954 года, вблизи города Силакога, штат Алабама. При этом осколком этого метеорита была ранена американка Энн Элизабет Ходжес. Это первый документированный случай ранения человека метеоритом.